# چارلز لیزر
چارلز لیزر (انگلیسی: Charles Laeser; ۱۲ سپتامبر ۱۸۷۹ – ۲۸ ژوئیهٔ ۱۹۵۹) دوچرخه‌سوار اهل سوئیس بود.